# Lorne, New South Wales
Lorne är en ort i Australien. Den ligger i kommunen Port Macquarie-Hastings och delstaten New South Wales, i den sydöstra delen av landet, omkring 280 kilometer nordost om delstatshuvudstaden Sydney. Orten hade 277 invånare år 2021.